# Maître de la Pietà Fogg

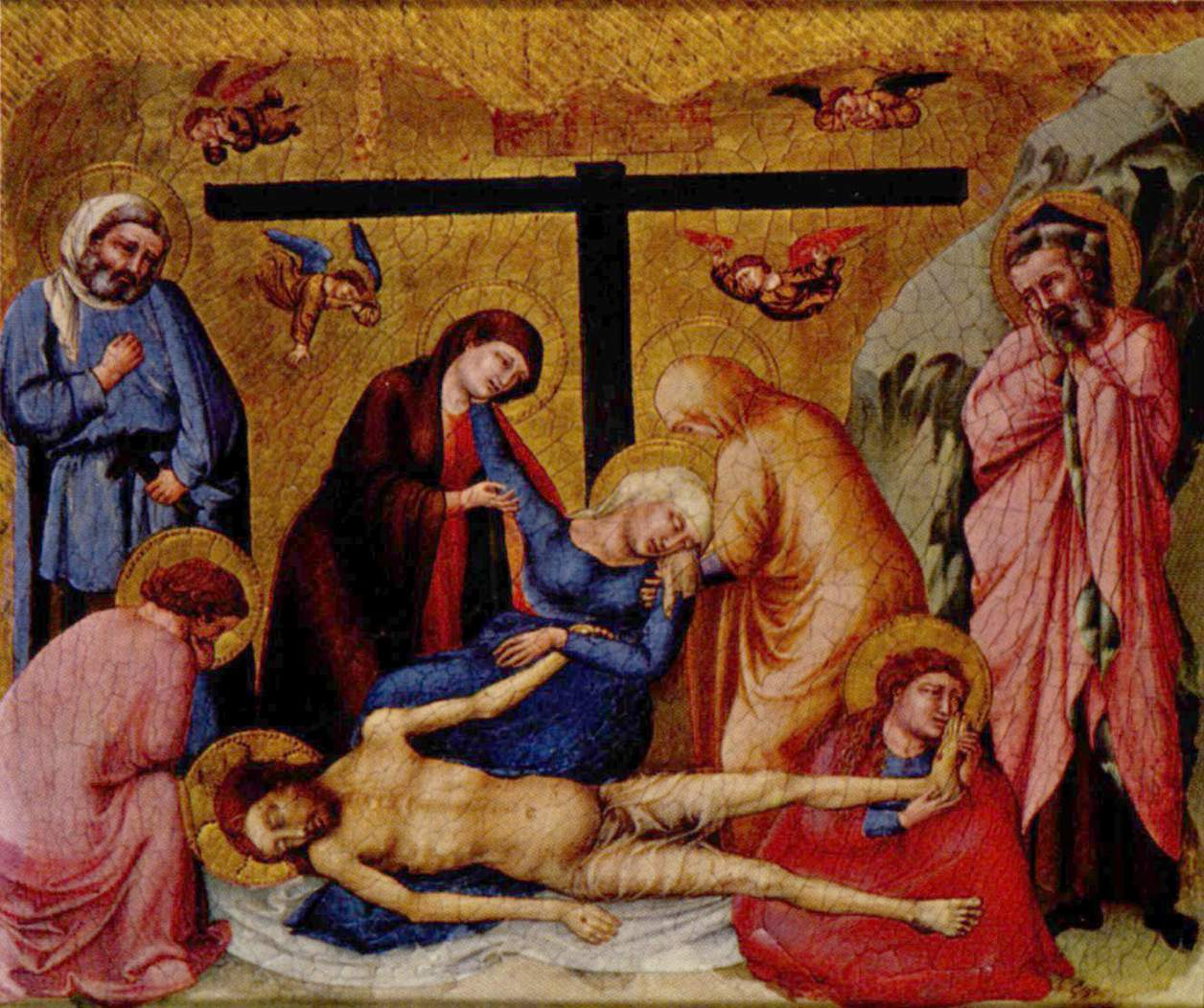
Maître de la Pietà Fogg : Lamentation sur le Christ mort (Pietà), Italie, vers 1310.

Maître de la Pietà Fogg dénommé aussi Maître de Figline est  le nom de convention d'un peintre anonyme,  actif en Italie au début du XIVe siècle. L'artiste, dont le nom n'est pas connu, a probablement été actif à Florence et à Assise de 1310 à 1340 environ.

## Dénomination
On ne sait rien d'autre sur la vie du maître de la Pietà Fogg. Il tire son surnom de son tableau de petit format 43 × 48 cm, montrant une Pietà sur un fond doré conservé au Fogg Art Museum de l'Université Harvard à Cambridge, Massachusetts, États-Unis.

## Maître de Figline

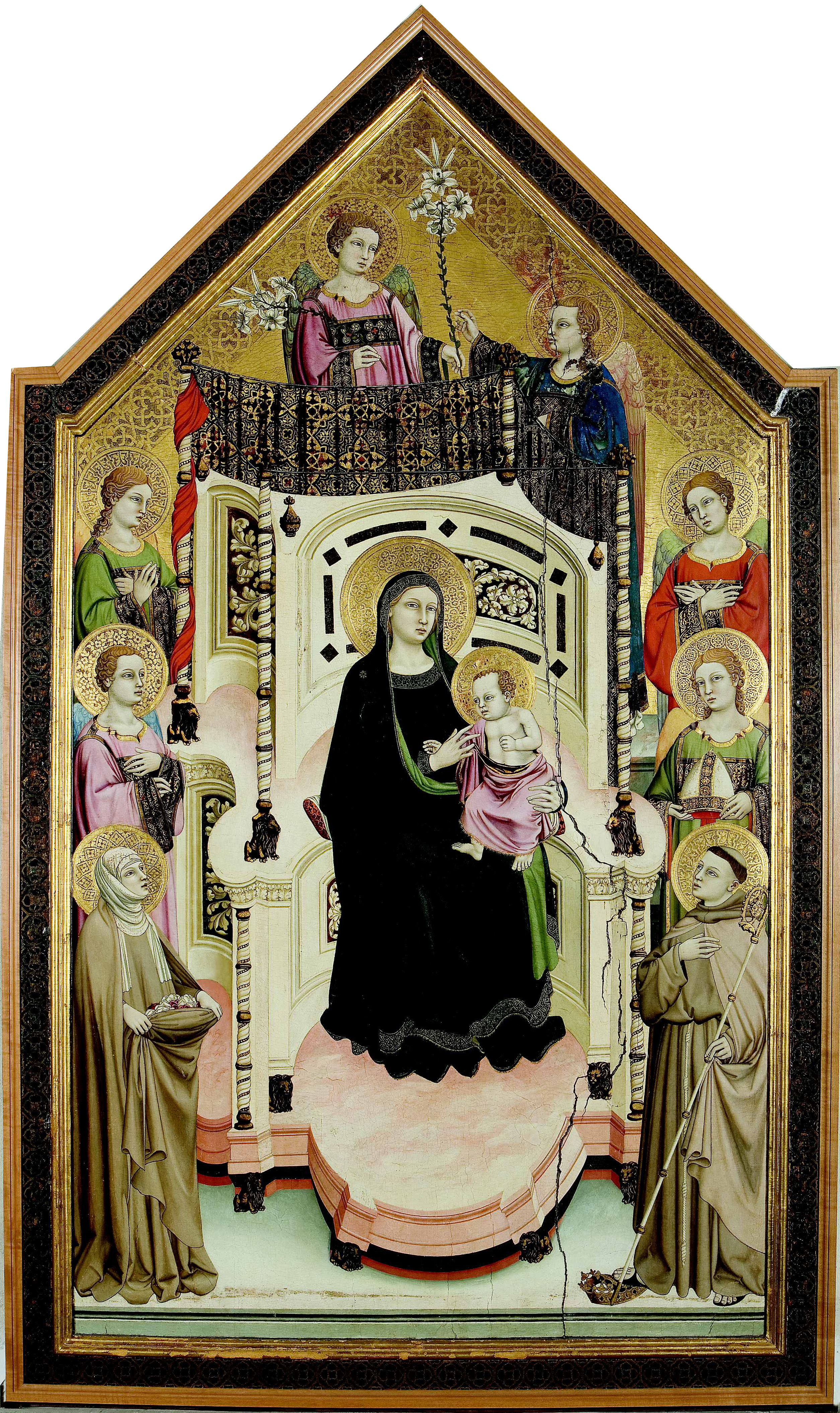
Maestro di Figline : Vierge à l'Enfant, Italie, vers 1310.

Une représentation de la  Vierge à l'Enfant (Madonna in trono col Bambino), qui se trouve dans l'église Collegiata di Santa Maria (it) de Figline Valdarno, au sud de Florence est attribuée au même maître qui par conséquent est aussi appelé « maître de Figline ».

## Style
L'œuvre du maître de Pietá Fogg est encore peu connue des historiens de l'art. Cependant, il est considéré par les spécialistes de l'histoire de la Renaissance italienne comme l'un des peintres les plus importants du Trecento, puisqu'il aurait eu une influence décisive sur le développement ultérieur de la peinture italienne au début de cette époque. Le maître a continué à utiliser des éléments stylistiques dans ses œuvres qui, également à Florence, étaient déjà évidents chez le peintre Giotto di Bondone, considéré comme un pionnier de la Renaissance par la représentation vivante et spatiale des événements. L'expression faciale de la Pietà Fogg, par exemple, dépeint de manière réaliste la souffrance de Marie et les mouvements des autres personnages montrent leur sympathie. De plus, un rocher en arrière-plan indique la nature d'une manière stéréotypée, comme c'était le cas auparavant dans la peinture médiévale et en particulier dans la peinture d'icônes. Le maître crée à travers elle une perspective réaliste et une profondeur d'espace.
En comparant les styles, plusieurs autres œuvres sont attribuées au maître de la Pietà Fogg, lesquelles toutes, en plus de l'influence de la peinture florentine de Giotto, montrent  une influence de la peinture de Sienne dans la tradition de Simone Martini. Les images montrent le début d'une représentation plastique, réaliste et bien proportionnée de personnages dont les gestes et les expressions faciales invitent à prendre part à ce qui se passe et dont la représentation spatiale crée une scène vivante.

## Œuvres
Les peintures suivantes sont attribuées au maître de la Pietà Fogg :
- Pietà (partie de polyptyque démembré), Fogg Art Museum, Cambridge, Massachusetts, inv. no 1927.306
- Dieu le Père, Musée du Petit Palais, Avignon
- Saint Laurent, Courtauld Gallery, Londres
- Saint Paul, Collection CJH Van Heek, Heerenbergh
- Deux Saints, Worcester Art Museum. Worcester (Massachusetts)
- Saint Philippe
- Saint François
- Madone en trône avec deux anges, saint François et sainte Claire (Assise)

On suppose également que le maître de la Pietà Fogg a également travaillé comme peintre sur verre et en fresque. Les œuvres suivantes de ces genres lui sont attribuées :
- fresque de l'Assomption et grand crucifix peint et vitraux des chapelles de la basilique Santa Croce de Florence
- Fresques de la sacristie de la basilique et vitraux de l'église inférieure de la basilique Saint-François d'Assise[4].
- Stigmatisation de saint François,  fresques de l'église de Santa Maria in Arce à Rocca Sant'Angelo

## Identification
Avec l'attribution de peintures sur verre, il a également été suggéré que le maître de la Pietà Fogg pourrait être le peintre verrier et peintre Giovanni di Bonino actif de 1325 à 1345 qui a créé des vitraux avec des saints à la cathédrale d'Orvieto et Pérouse. Cependant, ce peintre est proche de l'école ombrienne. Par conséquent, cette identification n'est généralement pas reconnue, puisque le maître de la Pietà  Fogg montre l'influence de la peinture florentine et a donc probablement travaillé dans la ville de Florence.
Des tentatives ont également été faites pour affirmer que le maître de la Pietà Fogg était plus susceptible d'être actif entre le milieu et la fin du XIVe siècle, mais son association avec le style de Giotto suggère que son travail est beaucoup plus susceptible de provenir du début de ce siècle.